# 双剣
双剣（そうけん）は、中国の武具で剣の一種。特徴として一つの鞘（さや）に二つまたは、複数の刀身が入っている物で、同じ種類に双刀がある。
その大きな特徴となっている鞘に二つ入る剣は、刀身から柄頭まで真っ二つに分割されたような型をしており、刀身は槍で言う”平三角造り”に似ている、このため、二本を一つとして一つの鞘に収める事ができる。